# طرخون
الطَّرْخُون أو الرُّعْلُول أو الحوذان (الاسم العلمي: Artemisia dracunculus) وهو نوع نباتي عشبي يتبع جنس الشيح.

## التأثيل
كلمة عربية قديمة عُربت من الاسم اليوناني drakonteios.

## الموئل والانتشار
ينمو برياً في بلاد الشام تتصف أوراقه بالطول النسبي حيث تتموضع على ساق النبتة بشكل متناوب.
يباع لدى البقالين وبائعي الخضر على شكل باقات صغيرة كما هو الحال في المقدونس والنعناع والريحان.
الطَّرْخُون هو نبات تستخدم أوراقه لإعطاء النكهة للحوم بعض الاكلات، والخضراوات والصلصة، ومحسنات الطعم والخل وزيت الطعام. والموطن الأصلي لهذا النبات جنوب أوروبا. ونبات
الطَّرْخُون من نباتات الشجيرات الكثيفة ذات الأوراق الملساء الرفيعة. وينمو إلى ارتفاع يقارب الـ 150سم في الأماكن الدافئة الجافة

## المعلومات الغذائية
يحتوي كل 100غ من الطَّرْخُون، بحسب وزارة الزراعة الأميركية على المعلومات الغذائية التالية :
- السعرات الحرارية: 295
- الدهون: 7.24
- الدهون المشبعة: 1.88
- الكاربوهيدرات: 50.22
- الألياف: 7.4
- البروتينات: 22.77
- الكولسترول: 0